# Orden für Zivilverdienste

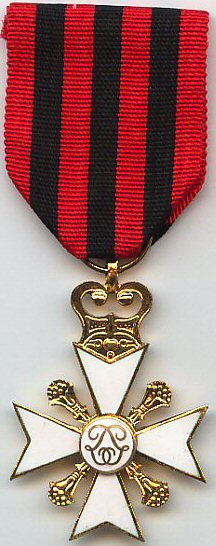
Orden für Zivilverdienste

Der Orden für Zivilverdienste (französisch Decoration civique) wurde durch den belgischen König Leopold II. am 21. Juli 1867 gestiftet und zur „Belohnung für langjährige in Gemeinde- etc. Ämter dem Staate geleistete Dienste, sowie für ausgezeichnete mutige und aufopfernde Handlungen und überhaupt für hervorragende Taten im Sinne allgemeiner Menschenliebe“ verliehen. Außerdem wurden treue Dienste über einen Zeitraum von 25 Jahren mit einer unteren Klassenauszeichnung und 35 Jahren im öffentlichen Dienst mit der oberen Kreuzklassenauszeichnung geehrt.
Bereits am 20. Juli 1856 hatte König Leopold I. eine Auszeichnung für Offiziere mit 25 Dienstjahren geschaffen. Die Auszeichnung sah dem späteren Kreuz gleich. Hier wurde ein grünes Band mit roter Einfassung verwendet. Auch ab dem Jahr 1860 wurde durch König Leopold I. ein leicht verändertes Kreuz für die Garde nationale ou civique eingeführt. Das dazugehörige Band war ein rotes mit drei grünen Streifen. Der Mittelstreifen war schmal gehalten gegenüber den anderen.

## Ordensklassen
Der Orden hatte fünf Klassen und er differenzierte sich durch zwei verschiedenen Abteilungen in Kreuz und Medaille. Von den fünf Klassen wurden zwei mit dem Kreuz und drei mit der Medaille dekoriert.

## Ordensdekoration
Die Dekoration der ersten Abteilung besteht aus einem weiß emailliertem achtspitziges Johanniterkreuz mit goldener/silberner Einfassung. Das runde Mittelschild des Kreuzes ist von einem goldenen/silbernen Rand eingefasst und zeigt auf weiß emaillierten Feld die Stifterinitiale L. in Gold/Silber. In den Kreuzwinkeln ist ein schrägliegendes Lilienstabkreuz.
Bei der Dekoration der zweiten Abteilung handelte es sich um Medaillen für die dritte bis fünfte Klasse.
Die Dekoration ist auch ein achtspitziges Kreuz wie das der ersten Abteilung, aber die Kreuzwinkel sind neutral ausgefüllt.

## Ordensband
Vier unterschiedliche Ordensbänder gehörten zum Orden. Abhängig von der Ordensklasse gehörten zwei Bänder zur Auszeichnung. Einmal war es gestreift in vier dunkelroten und in drei schwarzen Streifen und zum anderen Mal  war das Band in zwei schwarzen Streifen mit gelben Rand gefertigt.